# Prowincja Florencja
Prowincja Florencja (wł. Provincia di Firenze) – była prowincja we Włoszech, zastąpiona 1 stycznia 2015 przez miasto metropolitalne Florencja.
Nadrzędną jednostką podziału administracyjnego jest region (tu: Toskania), a podrzędną jest gmina.
Liczba gmin w prowincji: 44.